# Michail Trufanow
Michail Trufanow (russisch Михаил Труфанов; * 1985) ist ein ehemaliger russischer Naturbahnrodler. Er startete im Doppelsitzer, nahm dreimal an Juniorenwelt- und Europameisterschaften teil und bestritt ein Weltcuprennen.

## Karriere
Michail Trufanow startete von 2000 bis 2002 im Doppelsitzer bei internationalen Wettkämpfen. Gemeinsam mit Pjotr Popow nahm er in diesen Jahren dreimal an Juniorenwelt- bzw. Europameisterschaften teil. Sie kamen bei der Junioreneuropameisterschaft 2000 in Umhausen auf Platz sieben und bei der Junioreneuropameisterschaft 2001 in Tiers sowie der Juniorenweltmeisterschaft 2002 in Gsies auf Rang acht. Zusammen mit Pawel Popow bestritt er am 11. Februar 2001 in Moskau sein einziges Weltcuprennen, erreichte dabei aber nur den siebenten und letzten Platz und damit auch im Gesamtweltcup der Saison 2000/2001 nur den elften und letzten Platz.

## Sportliche Erfolge
(Doppelsitzer mit Pjotr Popow)

### Juniorenweltmeisterschaften
- Gsies 2002: 8. Doppelsitzer

### Junioreneuropameisterschaften
- Umhausen 2000: 7. Doppelsitzer
- Tiers 2001: 8. Doppelsitzer

### Weltcup
- Eine Platzierung unter den besten zehn

| Personendaten    | Personendaten                                  |
| ---------------- | ---------------------------------------------- |
| NAME             | Trufanow, Michail                              |
| ALTERNATIVNAMEN  | Труфанов, Михаил (russisch); Trufanov, Mikhail |
| KURZBESCHREIBUNG | russischer Naturbahnrodler                     |
| GEBURTSDATUM     | 1985                                           |